# Terremoto de Calama de 1950
El terremoto de Calama de 1950 fue un sismo registrado el 9 de diciembre de 1950 a las 18:38 horas (hora local). Tuvo una magnitud de 8,2 Mw, y su epicentro estuvo en las cercanías de la ciudad de Calama, en el norte de Chile. Ocurrió a una profundidad de 113,9 kilómetros, duró 48 segundos, y provocó un fallecido.
Es el terremoto intraplaca de mayor magnitud registrado en ese país, seguido por los de Chillán de 1939 y Tarapacá de 2005. Cabe señalar que este tipo de terremotos es poco frecuente en Chile, debido a que la mayoría de los sismos que ocurren en dicho país son interplaca, condicionados principalmente por la interacción entre las placas de Nazca y Sudamericana.